# 東京教育大学生リンチ殺人事件
東京教育大学生リンチ殺人事件（とうきょうきょういくだいがくせいリンチさつじんじけん）とは、1970年（昭和45年）8月3日に東京都で発生した内ゲバ殺人死体遺棄事件。
被害者の名前を取って「海老原事件」とも呼ばれる。

## 事件の経過
1970年（昭和45年）8月4日早朝、東京都新宿区の東京厚生年金病院（現・東京新宿メディカルセンター）の警備員から「玄関前に死体がある」との通報を受け、駆けつけた警察は、上半身裸の若い男性の遺体が遺棄されているのを発見した。警視庁の捜査により、被害者は当時東京教育大学理学部化学科3年生で、革マル派活動家のEと判明した。
事件経過は前日の8月3日午後3時頃、池袋駅東口で街宣活動を行っていた中核派活動家が、たまたま通りかかったEを発見し、その場で殴る蹴るの暴行を加えたことに始まる。その後、Eに猿ぐつわ・目隠しをして、デモ行進のような様相で、飯田橋の法政大学に拉致した。
中核派活動家らはEを法政大学第二校舎（通称・六角校舎）地下室に連行し、椅子に縛り付けると、「反革命は死ね」「ここから生きて帰れると思うな」と罵声を浴びせたり、“自己批判”を要求したりしながら、集団リンチを加えた。リンチは、Eが気絶すると水を掛けるなどして意識を回復させさらに暴力を加える、凄惨なものとなった。最終的に幹部らが「このまま帰すと報復が怖い。とどめをさせ」という命令を下し、Eは殺害された。翌4日、遺体は東京厚生年金病院の車寄せに遺棄された。リンチが行われた地下室は幹部の命令で、無関係の5〜6人の学生により徹底的に掃除が行われたほか、凶器の角材やモップ、Eの教科書などの所持品は大学の焼却炉で焼かれ、証拠隠滅が行われた。

## 革マル派の報復
この事件に対し革マル派は「階級的報復」を宣言、1970年（昭和45年）8月14日午前10時ごろ、革マル派学生30人が中核派のヘルメットをかぶって法政大学に侵入、学内に居た中核派の学生10人に報復リンチを加え重軽傷を負わせた。

## 事件の背景
事件の1か月程前から中核派と革マル派の対立はエスカレートしており、7月9日、東京教育大学構内で機関紙『前進』を販売していた中核派活動家が、Eを含む十数人の革マル派活動家に襲われた上、『前進』を奪われる事件があり、Eは中核派からマークされていた。更に、事件2日前の8月2日には新宿の歩行者天国で、事件前日の8月3日には渋谷で両派が乱闘する事件を起こしていた。
この事件以前の中核派と革マル派の間には多少の摩擦はあったものの、相互の命を奪うような凄惨なものではなかった。しかし事件以降、相互の内ゲバは激しさを加え、長年にわたり両派の多数の人命が奪われるに至った。このことは、学生運動を学生から遠ざけて学生運動後退の原因ともなった。また、両派のメンバー自身が常に自らが危険にさらされることとなり、警戒のために活動や生活にまで不便をもたらすことになった。
東京教育大学の学生・卒業生が内ゲバの被害者となった事件としては、この他に川崎市女子職員内ゲバ殺人事件がある。

## 捜査・被疑者の逮捕
警視庁は特別捜査本部を設置して捜査をした結果、中核派の法政大学生ら23人を逮捕した。

### 中核派全学連委員長ら4人を逮捕
1970年（昭和45年）9月25日、中核派全学連委員長金山克己（克巳）（24歳）と同幹部（23歳）、予備校生二人（いずれも19歳）の計4人を逮捕監禁、暴力行為等処罰法違反の容疑で逮捕。残り9人を全国に指名手配。

### 東海大生を逮捕
1970年（昭和45年）9月27日午後9時過ぎ、国電新宿駅西口付近で指名手配中の中核派活動家の東海大学生（19歳）を、殺人、暴力行為等処罰法違反容疑で逮捕。

### 女子学生を逮捕
1970年（昭和45年）9月30日午後10時過ぎ、東京都新宿区で青山学院大学3年生（21歳）を、暴力行為等処罰法違反、不法監禁容疑で逮捕。

### 日大生を逮捕
1970年（昭和45年）10月3日、Eの遺体遺棄の自動車の運転を担当した日本大学生（19歳）を死体遺棄容疑で逮捕。

### 別の日大生を逮捕
1970年（昭和45年）10月4日、横浜市内で日本大学生（21歳）を殺人、逮捕監禁容疑で逮捕。

### 早大生を逮捕
1970年（昭和45年）10月7日、早稲田大学生（22歳）を殺人、逮捕監禁容疑で逮捕。

### 実行行為首謀者二人を逮捕
1970年（昭和45年）11月13日夕方、中央大学生（22歳）と早稲田大学生（23歳）の二人を逮捕。